# Porajmos

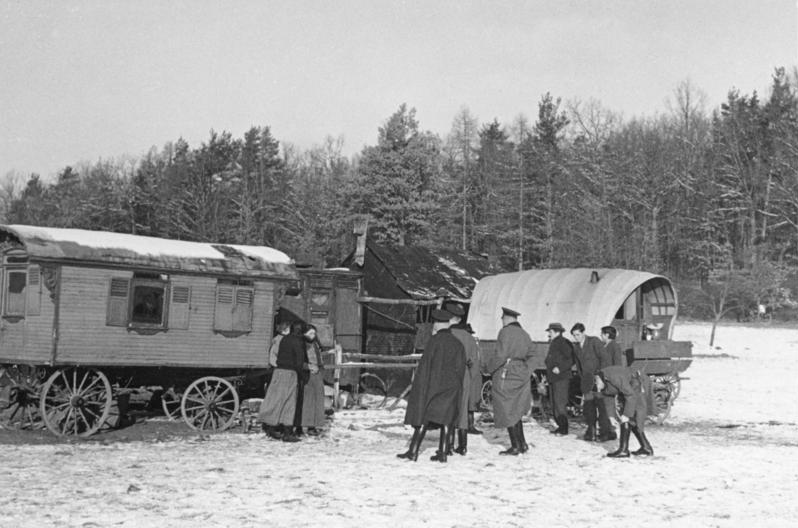
Razzia in woonwagenkamp, 1937

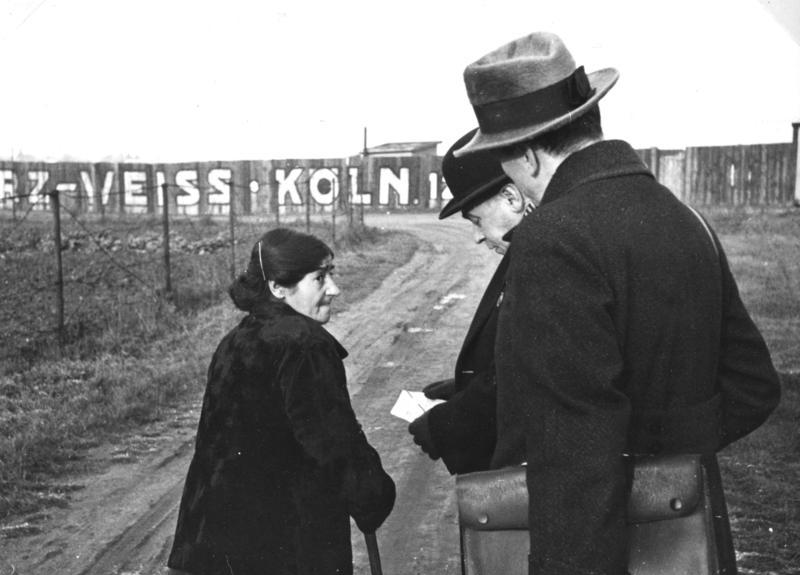
Pascontrole tijdens een razzia bij een Roma-concentratiekamp, december 1937

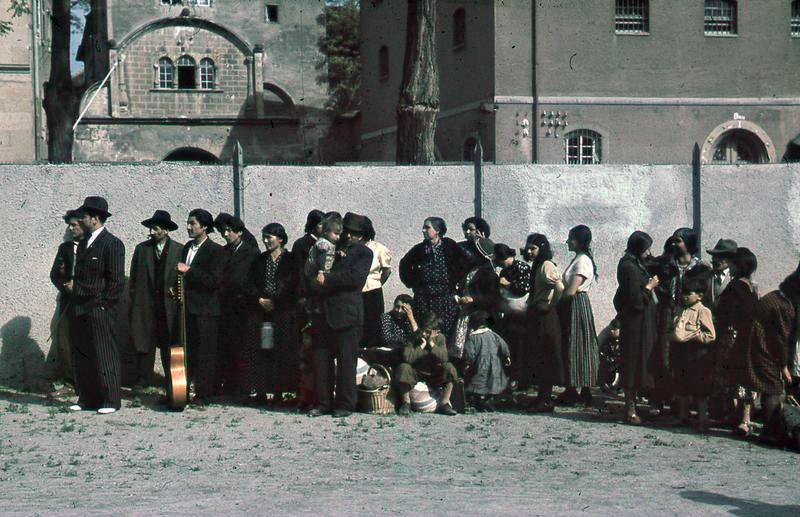
Deportatie van Roma, 22 mei 1940

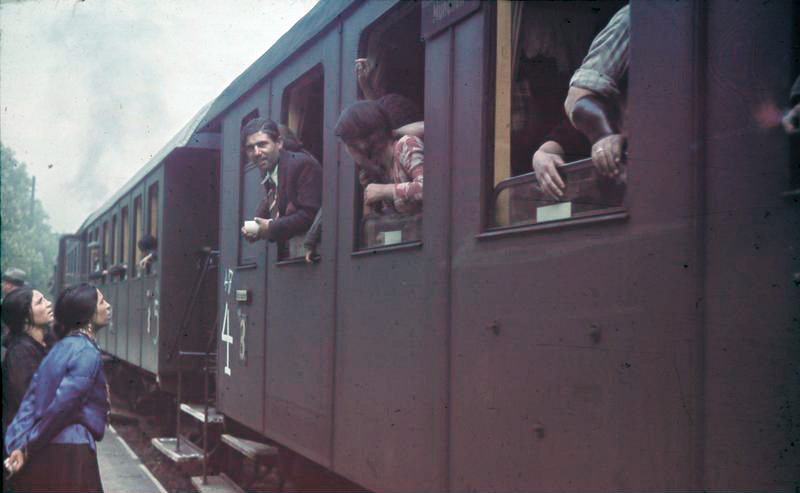
Deportatie van Roma, 22 mei 1940

Met Porajmos, ook Sarvnash, Sàrmudaripen, Roma-holocaust of zigeunervervolging genoemd, wordt de systematische opsporing, vervolging, gevangenname en genocide van Sinti en Roma door het nazi-regime voor en tijdens de Tweede Wereldoorlog bedoeld. 
Discriminatie en vervolging van rondtrekkende groepen en volkeren vond en vindt echter ook voor en na deze periode, en ook in andere regio's plaats. Deze bredere discriminatie van Roma en Sinti wordt antiziganisme genoemd.

## Achtergrond
De Roma en Sinti waren samen met wat de nazi's bestempelden als Joden, communisten, homoseksuelen, vrijmetselaars, Jehova's getuigen en mindervaliden, doelwit van een strategisch en systematisch georganiseerde volledige vernietiging. Niet alleen de cultuur, maar de mensen zelf. Voor elke groepering ontwikkelden de nazi's niet bewezen kenmerken op grond waarvan mensen als groep voor minderwaardig werden gehouden ten opzichte van het door de nazi's geconstrueerde Arische ras. Mensen die volgens deze manier van denken in een minderwaardige groep werden ingedeeld, mochten zich aanvankelijk niet mengen met mensen van de groep "Arisch ras", mochten zich niet voortplanten en uiteindelijk was het politieke streven dat ze moesten worden vermoord. In Duitsland werden wetten ontworpen en aangenomen die dit voorschreven, de Rassenwetten van Neurenberg. Er werden organisates opgericht om de gruweldaden op een bedrijfsmatige manier te organiseren en uit te laten voeren en wetenschappelijke organisaties die de discriminatie culmulerend in massamoorden met vooraf geformuleerde onderzoeksresultaten moesten rechtvaardigen.
Het denken in superieure en minderwaardige groepen (rassen) en een daaruit voortvloeiend streven naar "rassenverbetering" komt niet van de nazi's. De manier van denken, eind van de 19e eeuw eugenetica gedoopt, kwam uit Engeland en verspreidde zich aan het eind van de 19e eeuw over de wereld. De misdaden tegen de mensheid die de nazi's op grond van deze manier van denken hebben gepleegd, zijn echter wel uitsluitend aan dit regime toe te rekenen.
Volgens de nazi's waren de Roma en Sinti geen "ariërs", waren ze asociaal en crimineel en was het ongewenst dat ze in landen leefden waar de nazi-dictatuur het voor het zeggen had. Om te beginnen werden er maatregelen genomen om hen het leven in Duitsland onmogelijk te maken. In 1936 werd naast de Joden ook de Roma en Sinti het stemrecht afgenomen en werden huwelijken tussen "ariërs" en Roma en Sinti verboden. Tijdens Aktion Reinhard in 1942 en '43 werd voor het eerst begonnen met de systematische en grootschalige moord van de Roma en sinti met als doel de volledige vernietiging van het volk. De nazi's noemden dat "Endlösung".
De Sinti en Lalleri, twee stammen die van oudsher door Duitsland trokken, werden door Heinrich Himmler als raszuiver beschouwd. Niettemin werden ook zij doelwit van vervolging.

## Vervolging

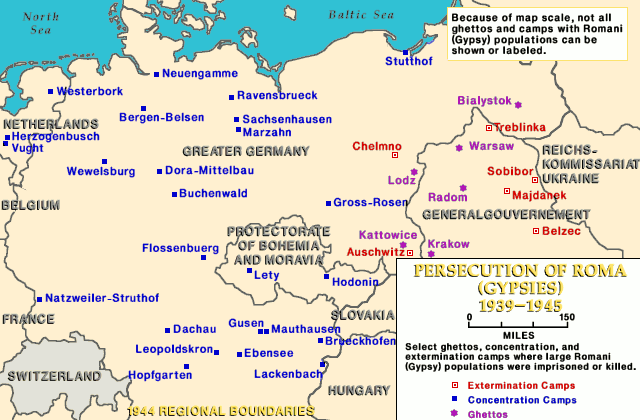
Kaart met daarop getto's en concentratiekampen waar zigeuners werden vermoord of gevangen werden gehouden

Al kwam de vervolging van de Roma en Sinti wat later op gang, toch is zij vrijwel identiek aan de Shoa, de vervolging van de Joden. Beiden gingen naar dezelfde kampen met hetzelfde doel, de vernietiging van het volk. Net als de Joden werden de Roma en Sinti in getto's geplaatst, waarna ze, als ze dit overleefden, al snel naar concentratiekampen of vernietigingskampen werden vervoerd. De beruchte kamparts Josef Mengele gebruikte Roma- en Sinti-kinderen voor zijn medische experimenten. Mengele was arts in het gedeelte van Auschwitz waar alle Roma en Sinti zaten. Als herkenningsteken in de concentratiekampen droegen zij een "Z", die getatoeëerd was op hun linkerarm en een zwarte driehoek (het herkenningsteken voor asocialen). Die "Z" stond voor "zigeuner".

## Vernietiging
Op 16 december 1942 bepaalde Himmler dat alle Roma en Sinti gedeporteerd moesten worden naar Auschwitz-Birkenau. Op 15 november 1943 besloot Himmler dat alle Roma en Sinti en allen die voor een belangrijk deel Romani waren naar de kampen moesten.
Het is bekend dat de nazi's speciale groepen militairen (Einsatzgruppen van de SS) inzetten tegen de Roma en Sinti, die vaak nog nomaden waren. Vrijwel alle Romani op de Krim waren zo tegen maart 1942 al gedood. Zodra de nazi's de Romani hadden gevonden, werden allen om het leven gebracht. Hiervan hielden de nazi's geen registratie bij. Mede hierdoor weet men nog steeds niet precies hoeveel Romani er zijn omgekomen.
Niet alleen in het gebied dat door de nazi's was bezet werden Roma en Sinti vermoord. Van landen die indirect onder nazigezag stonden is ook bekend dat er Romani werden vermoord, zoals in Kroatië waar tienduizenden Romani (samen met Joden en Serven) in kampen werden vermoord. Dit gebeurde ook in Oost-Polen; de daders waren nationalistische Kroaten en nazi-gezinde Oekraïners.
Verschillende Joden die de kampen overleefden, en ook nazi's die in de kampen hadden gewerkt, hebben verklaard dat Romani nog slechter werden behandeld dan Joden. Zo is het meerdere keren gebeurd dat, als een trein met Romani bij het vernietigingskamp aankwam, de nazi's besloten dat ze het kamp niet in mochten en niet opgedeeld mochten worden, zoals bij de Joden vaak gebeurde, maar dat ze naast het spoor stuk voor stuk werden doodgeschoten.

## Aantal slachtoffers
De zigeunervervolging is minder goed onderzocht dan de vervolging van de Joden in de Tweede Wereldoorlog. Omdat de Roma en Sinti in vergelijking met de Joden veel slechter georganiseerd waren, en in veel landen er voor de Tweede Wereldoorlog geen registratie van de Romani was, is onbekend hoeveel er zijn omgekomen. Schattingen lopen uiteen van 200.000 tot 2.000.000. Als betrouwbaarste schatting wordt een aantal tussen 400.000 en 500.000 genoemd. De Deutscher Bundestag gaat uit van circa 500.000 Roma-slachtoffers.

## Duitsland

### Discriminatie vóór 1933

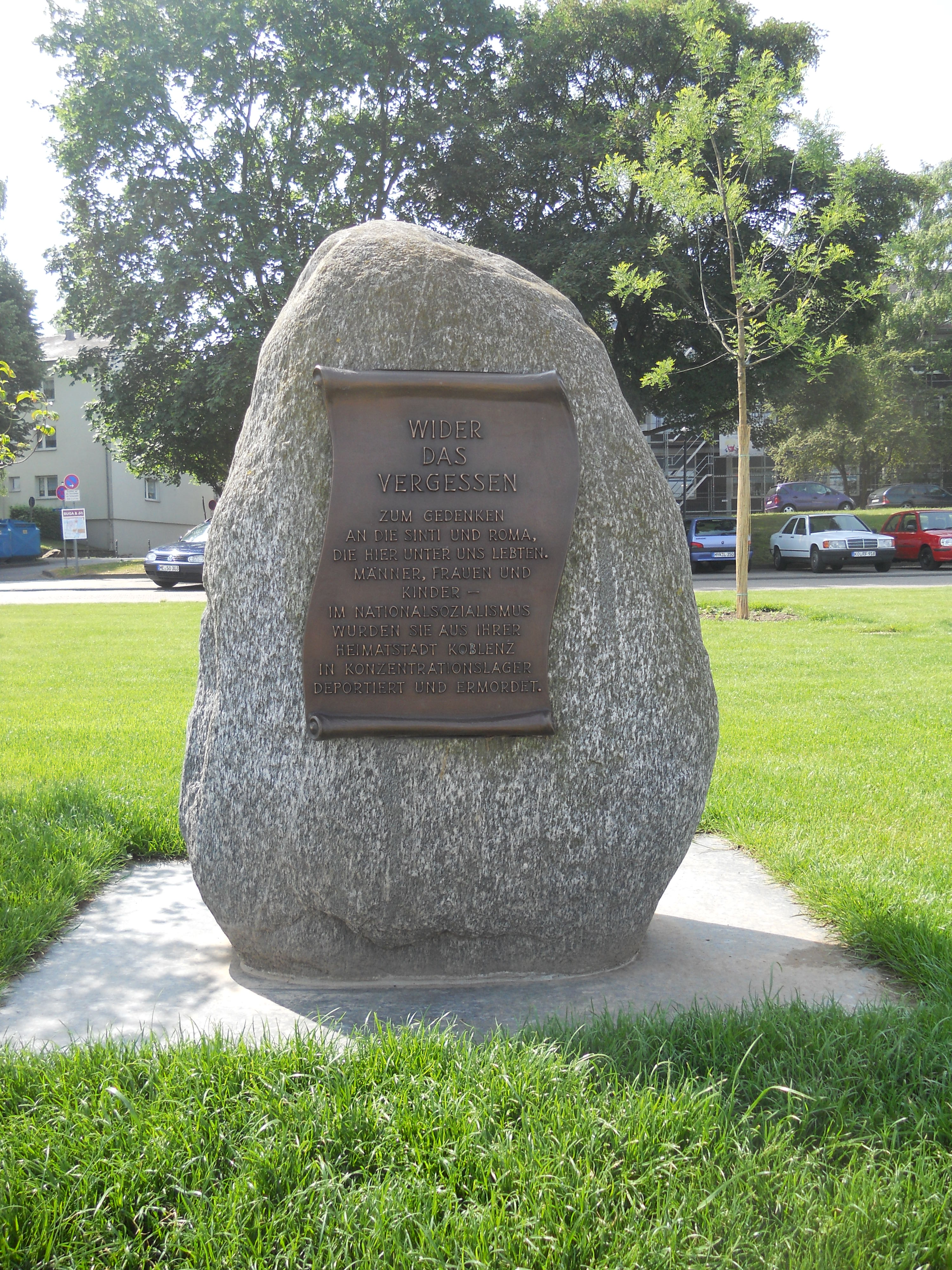
Wider das Vergessen ("Tegen het vergeten"). Monument ter nagedachtenis aan de deportatie van Roma en Sinti in Koblenz

Al aan het begin van de 19e eeuw werd er over de Roma en Sinti gesproken in de Duitse politiek. Al voor de nazi's aan de macht kwamen, werden zij als asocialen gezien. De meeste mensen zagen ze als criminelen, in een tijd van nationalisme was er geen plaats voor dit vreemde volk. Ze kwamen oorspronkelijk niet uit Duitsland, hadden een eigen taal (het Romani) en hun eigen gewoonten.
In de jaren twintig werd er door de Weimarrepubliek besloten dat de Roma en Sinti in de gaten moesten worden gehouden. In 1920 kwam er voor de Romani een verbod op het bezoeken van publieke parken en zwembaden.
Een Beierse wet "ter bestrijding van zigeuners, zwervers en werkschuwen" van 16 juli 1926 voerde een verplichte registratie door de politie van Roma en Sinti in en een soortgelijke Pruisische wet van 3 november 1927 resulteerde in identiteitskaarten met foto en vingerafdrukken. Romani werden naar willekeur gearresteerd en gevangen gezet. In april 1929 werd de wet in heel Duitsland ingevoerd. Daarbij werd er ook in München een "Centrum ter bestrijding van zigeuners in Duitsland" gevestigd.

### 1933-1945
Na zijn machtsovername, eind januari 1933, ontwikkelde Adolf Hitler met behulp van zijn partij NSDAP en enkele wetenschappers en strategen ideeën over het Derde Rijk. Volgens de Rassenleer die daar deel van uitmaakte, behoorden mensen met bepaalde door kenmerken tot de "ariërs", wat een superieur ras zou zijn. Deze gedachtegang komt niet alleen van de nazi's, in de VS en Engeland werden al eerder vergelijkbare theorieën aangehangen (eugenetica). Met behulp van nazi-eugenetica stelden de nazi's het Arische ras zuiver te kunnen en moeten maken en het voortbestaan ervan te verzekeren door het elimineren van door de nazi's als "anders" en "minderwaardig" bestempelde groeperingen, vandaar dat de term rassenhygiëne werd gebruikt. De Duitse bevolking werd volgens de Rassenwetten van Neurenberg van september 1935 verdeeld in Rijksburgers (Reichsbürger) met zuiver Duits bloed (Deutschblütigen), Joden en mensen met gemengd bloed (Mischlingen). Huwelijken tussen Duits-bloedigen en Joden waren verboden.
Nog in 1935 werden naast de Joden ook de Roma en Sinti als "vreemdrassigen" (Rassefremde) aangemerkt en aan de Neurenberger wetten onderworpen. Aanvankelijk was het nog niet officieel vastgelegd in de wet, maar toegepast op aanwijzing van de minister van binnenlandse zaken Wilhelm Frick. Op 3 januari 1936 werden de Rassenwetten per decreet officieel ook op Romani van toepassing verklaard. Dit hield in, dat ook zigeuners en "ariërs" niet langer met elkaar mochten trouwen. Op 7 maart 1936 werd de zigeuners hun stemrecht ontnomen.p. 216 Net als bij de Joden werden ook de Roma en Sinti door middel van propaganda zwartgemaakt, en werden ze al voor de Tweede Wereldoorlog gediscrimineerd, gepest en mishandeld.
In aanloop naar de Olympische Zomerspelen 1936, werden alle Roma en Sinti in Pruisen (bijna half Duitsland) gearresteerd en enkele families naar een andere locatie gebracht.p. 217 Er werden zo'n 600 personen onder erbarmelijke omstandigheden en onder bewaking gevangen gezet. De "Erlass zur Bekämpfung der Zigeunerplage" van 6 juni 1936 was er op gericht, om rondtrekkende Romani tot vaste vestiging te dwingen. In de navolgende jaren werden tal van verplichte kampen nabij grote steden ingericht, om de Roma en Sinti te concentreren en te controleren.

#### "Wetenschappelijke" classificering

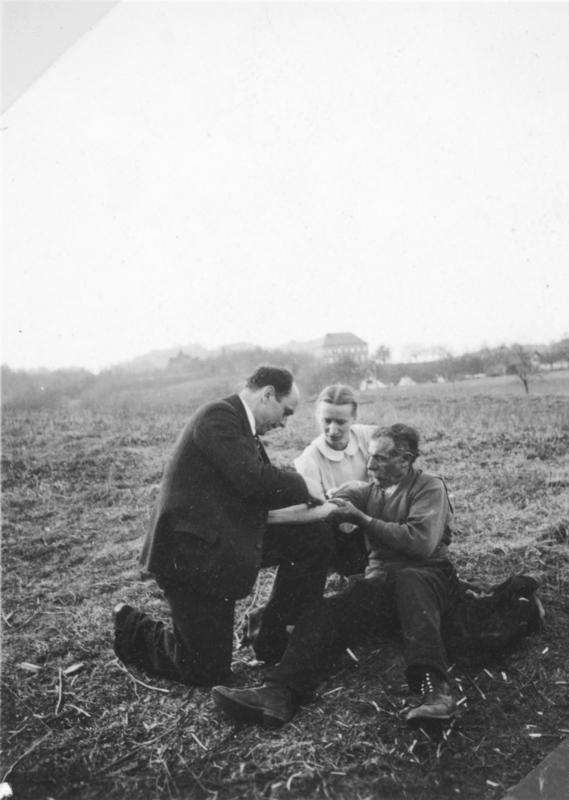
Dr. Robert Ritter en Eva Justin bij "veldonderzoek" (1938). Ritter was de drijvende kracht achter het quasi-wetenschappelijk zigeuner-onderzoek, oprichter van het

In 1936 werd door het Ministerie van Binnenlandse Zaken de Rassenhygienische Forschungsstelle (RHF) opgericht, onder leiding van de gepromoveerde psycholoog en psychiater Robert Ritter (1901-1951). Dit pseudowetenschappelijke instituut hield zich bezig met het bestuderen en beoordelen van Roma en Sinti. Het eigenlijke doel was het in kaart brengen van mensen die volgens de nazi's tot zigeunerrassen behoorden en het aantonen van een erfelijk verband tussen Romani en criminaliteit en asociaal gedrag.p. 217
Tussen 1937 en 1940 trokken mobiele werkgroepen door het land, om in zigeunerkampen, klinieken, gevangenissen en concentratiekampen Romani op te meten, te fotograferen, te bevragen en in data vast te leggen. Voor het opslaan van de gegevens werden vroege voorlopers van de computer gebruikt. Romani werden verdeeld in de categorieën ordeverstoorders, klaplopers, rustelozen, onbegaafden, gewelddadigen, oplichters en erfelijk geesteszieken. Mannen die niet meewerkten konden naar een concentratiekamp gestuurd worden, zich verzettende vrouwen werden kaalgeschoren.

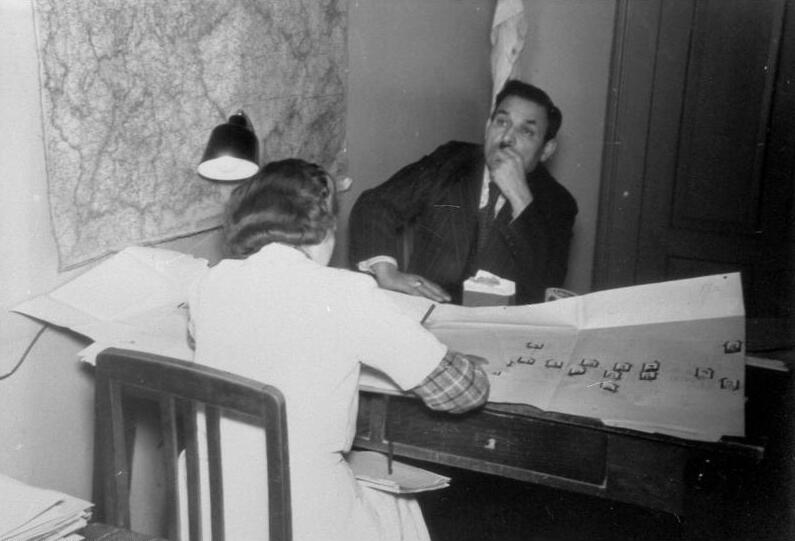
Stamboom met foto's om de raszuiverheid van zigeuners te bepalen (ca. 1938)

Ritter maakte van iedere Romafamilie een soort van stamboom, die gigantisch, wel 6 meter lang kon zijn en meer dan 800 namen bevatten. Op grond van haar onderzoek stelde de RHF tienduizenden individuele rassenhygienischen Gutachten (officieel woord voor deskundigen-rapport) samen, op grond waarvan de personen later gedwongen werden gesteriliseerd en/of opgespoord, gevangengenomen, naar een concentratiekamp gedeporteerd en daar vermoord.
Op het Gutachten, voor elk waarvan de RHF een vergoeding van 5 Reichsmark ontving, werd de persoon (op soortgelijke wijze als de Joden volgens de Neurenberger rassenwetten) ingedeeld naar raszuiverheid in een van de volgende categorieën:
- Z voor een volbloed zigeuner
- ZM + voor een gemengde zigeuner met veel zigeunerbloed (1e graads voor een halfbloed zigeuner, ook wel ZM; 2e graads voor een kwart-zigeuner)
- ZM - voor een gemengde zigeuner met overwegend Duits bloed
- NZ voor een zuiver deutschblütige niet-zigeuner[10][11][12]

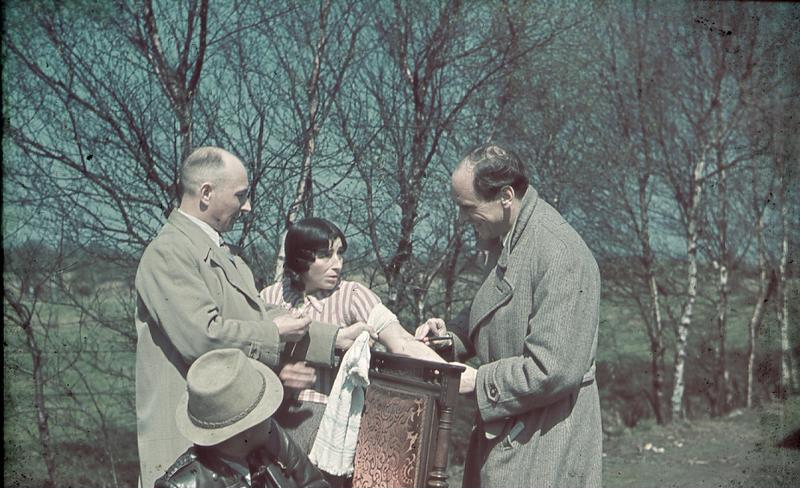
Dr. Robert Ritter neemt bloed af bij een Sintezza (Sinti-vrouw) in de buitenlucht, 1936
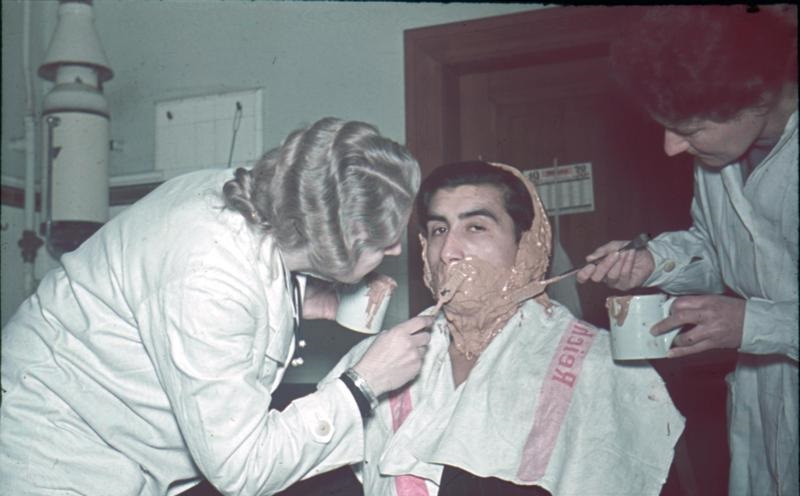
Twee Duitse onderzoekers maken een afdruk van het hoofd van een Sinto (Sinti-man), 1936
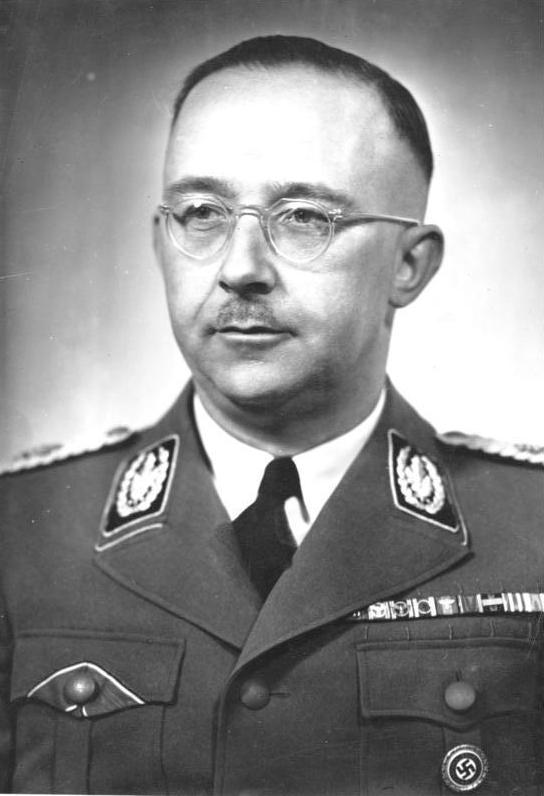
Heinrich Himmler (1942). Himmler was de drijvende kracht achter, strateeg en organisator van de zigeunervervolging
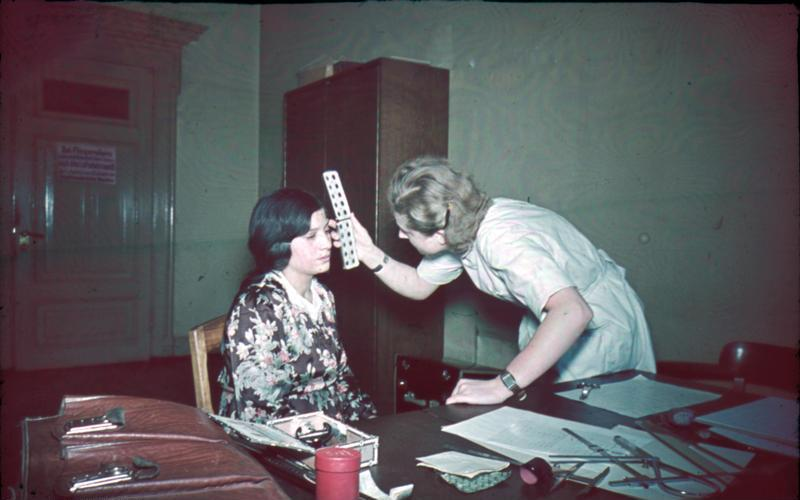
Vaststelling van de kleur van de ogen

Roma en Sinti werden niet alleen als groep of 'ras' gediscrimineerd, maar werden daarnaast ook gerekend tot de zogenaamde bevolkingsgroep van Asozialen (asocialen, ook wel aangeduid als Gemeinschaftsfremden en andere minderwaardige randgroepen, waartoe onder andere "arbeidsschuwen", alcohol-verslaafden, criminelen, homoseksuele mannen en prostituees en pooiers behoorden. Daarmee werden zigeuners dubbel gediscrimineerd: als Fremdrassigen en als maatschappelijk (rassenhygiënisch) ongewensten.p. 121
Om als asociale of crimineel te worden vervolgd, was het voldoende om werkloos te zijn geraakt, juist door het opgelegde arbeidsverbod (bijvoorbeeld als rondreizend handelaar of muzikant), of het overtreden van discriminerende maatregelen die speciaal voor Roma en Sinti golden, of het overtreden van het reisverbod voor Romani, om te ontkomen aan de "wetenschappelijke" rassenbiologische onderzoekingen.
Robert Ritter en zijn medewerkers hadden van hogerhand de opdracht met hun onderzoek tot de van tevoren bepaalde zeer negatieve kenmerken te concluderen. Toen het op grond van onderzoek maar niet lukte, om een algemeen verband aan te tonen tussen de lichaamsbouw van zigeuners en hun veronderstelde ziekten en criminaliteit, concludeerde een medewerker eenvoudig, dat zigeuner slechts een verzamelwoord is voor al het rondtrekkende, bedelende, verwaarloosde en asociale gepeupel. Dat gold volgens Ritter vooral voor mengbloedigen (Mischlingen), die volgens hem een neiging hadden tot buitengewone criminaliteit. Die zouden naar werkkampen gebracht moeten worden en onvruchtbaar gemaakt.p. 125

#### Overheidsmaatregelen tegen zigeuners
In 1936 werd Heinrich Himmler (1900-1945) tot hoofd van de Duitse politie benoemd. In mei 1938 richtte Heinrich Himmler bij een reorganisatie de "Reichszentrale zur Bekämpfung des Zigeunerwesens" (Rijkscentrale ter bestrijding van het zigeunerwezen) op, om gegevens over zigeuners te centraliseren.p. 191 Hierbij werd gebruik gemaakt van een voorloper van de huidige computer, de Hollorith Machine, geleverd door een voorloper van het huidige bedrijf IBM.
Eind 1938 verscheen dan een verordening (Runderlass) van Himmler met als opschrift Bekämpfung der Zigeunerplage (Bestrijding van de zigeunerplaag). Met verwijzing naar de "door rassenbiologische onderzoeken verkregen inzichten", diende de regeling van het zigeunervraagstuk "aus dem Wesen der Rasse heraus" (vertaald ongeveer: "vanuit de aard van het ras voortkomend") aangepakt te worden. "De ervaring wijst uit, dat gemengd-bloedigen het grootste aandeel aan de criminaliteit van de zigeuners hebben. ... Daaruit blijkt, dat het noodzakelijk is om de raszuivere zigeuners en de gemengd-bloedigen gescheiden te behandelen", aldus het document.
In het kader van deze laatste verordening werden diverse maatregelen genomen. "alle Zigeuner, Zigeuner-Mischlinge und nach Zigeunerart umherziehenden Personen" waren verplicht zich aan een "rassenbiologisch onderzoek" te laten onderwerpen en informatie te geven over hun afstamming. Er kwam een identificatieplicht en ook registratie bij de "Rijkscentrale ter bestrijding van het zigeunerwezen" werd verplicht. Het uitoefenen van reizende beroepen werd bemoeilijkt, het verlaten van de woonplaats werd voor velen verboden. Er moest staangeld betaald worden voor aangewezen locaties en een borgsom worden betaald.
In oktober 1939 werden de eerste voorbereidingen voor deportaties getroffen. Alle Sinti en Roma in het Duitse rijk werd verboden om de plek te verlaten waar ze zich op dat moment bevonden. In mei 1940 vonden de eerste deportaties van rond 2.500 Sinti en Roma plaats vanuit west- en noordwest Duitsland. Daarna werden voornamelijk Joden gedeporteerd, maar in herfst 1941 werden nog eens 5.000 Roma weggevoerd. Zij die overleefden werden december 1941 en januari 1942 in het vernietigingskamp Kulmhof omgebracht. Verder vonden deportaties plaats naar het Generalgouvernement.
Met Himmler's Auschwitz-Erlass van 16 december 1942 en de uitvoerings-verordening van 29 januari 1943, werd de grote golf van deportaties naar Auschwitz in gang gezet. Het eerste zigeuner-transport daarheen arriveerde op 26 februari 1943. Van de circa 23.000 Roma in Auschwitz-Birkenau werden er 3.000 naar werkkampen over gebracht. De rest werd begin augustus 1944 vergast.
In de verordening van 29 januari 1943 waren de kennelijk als Arisch beschouwde raszuivere Sinti- en Lalleri-zigeuners, net als de "qua zigeuner goede mengelingen" (met voldoende Arisch bloed en afkomstig van zuivere Sinti- of Lalleri-families), en met een "ariër" gehuwde zigeuners waren vooralsnog vrijgesteld van deportatie. Om als zuivere Sinti of Lalleri te worden erkend, moesten ook andere zigeuners worden aangegeven, die dan eventueel op de deportatielijst kwamen. Vanaf 1944 werden vrijgestelde personen alsnog naar de concentratiekampen afgevoerd.
De meeste Roma en Sinti die niet naar een concentratiekamp hoefden moesten wel gedwongen worden gesteriliseerd, wat bij zo'n 2.000 personen daadwerkelijk plaatsvond.

## Nederland

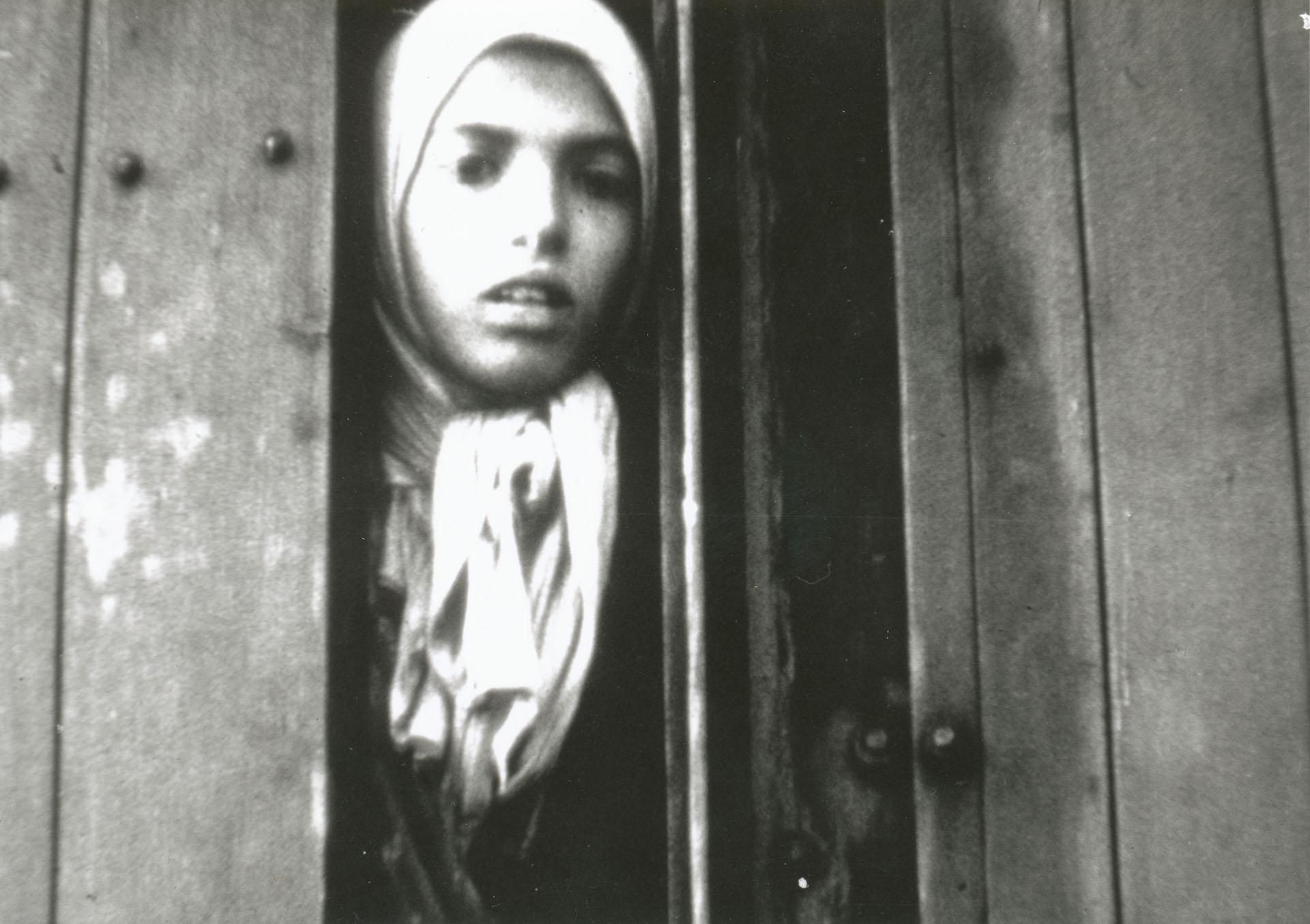
Meisje dat naar Auschwitz wordt gedeporteerd, later is door onderzoek bekend geworden dat het Settela Steinbach is, een Sinti

In Nederland wordt onderscheid gemaakt tussen Roma en Sinti. De eerste Roma kwamen in 1868 uit Hongarije naar Nederland, maar voor die tijd waren er al Duitse en Franse rondtrekkende groepen die zichzelf Sinti noemden. Voor de Tweede Wereldoorlog woonden in Nederland ongeveer 4500 Roma en Sinti.
Op dinsdag 16 mei 1944 werd over het hele land verspreid een grootscheepse razzia uitgevoerd. Hierbij werden 578 personen aangehouden. Zij werden naar kamp Westerbork overgebracht. Daar merkten de Duitsers dat de Nederlandse ordediensten het criterium "zigeuner" te ruim hadden opgevat; ze lieten daarom 279 Nederlandse aangehouden woonwagenbewoners vrij. Van de overgebleven 299 "echte zigeuners" werden er nog eens 54 vrijgelaten omdat ze over paspoorten van neutrale of geallieerde landen beschikten (Guatemala, Zwitserland, Italië). De overige 245 personen werden op 19 mei naar Auschwitz-Birkenau gedeporteerd. Slechts 31 van hen overleefden de oorlog.
Het bekendste Nederlandse slachtoffer is het Sinti-meisje Settela Steinbach. Zij werd door Rudolf Breslauer gefilmd in de als nazi-propaganda bedoelde Westerborkfilm tijdens het vertrek naar Auschwitz-Birkenau: een meisje met een hoofddoek, dat tussen de deuren van een goederenwagon naar een hond kijkt. Zij was lange tijd een icoon in documentaires over de deportaties van Joden uit Nederland. In 1994 kwam de Nederlandse journalist Aad Wagenaar door onderzoek achter haar werkelijke identiteit.

## België
In december 1941 kregen de Roma en Sinti in het bezette België een voorlopige verblijfsvergunning in de vorm van een "zigeunerkaart". Nog tot 1943 konden de Roma zich vrij door België bewegen, totdat in februari 1943 de eerste negen Roma werden opgepakt en opgesloten in de gevangenis van Antwerpen. Vanaf de herfst van dat jaar werden er op grotere schaal Roma en Sinti-families opgepakt. Zij werden opgesloten in kamp Mechelen. Op 15 januari 1944 werden alle 351 Roma-gevangenen (77 mannen, 99 vrouwen en 175 kinderen) getransporteerd naar sectie B-II-e van het vernietigingskamp Auschwitz-Birkenau. In dat gedeelte van het kamp waren al zo'n 16.000 andere Roma en Sinti uit diverse landen. In de nacht van 2 op 3 augustus 1944 werden alle 2897 overlevenden van die sectie van het kamp omgebracht in de gaskamers. Dertien van de 351 Roma uit België wisten de deportatie te overleven; de meeste anderen zijn gestorven in de gaskamers of door de omstandigheden in het kamp. Na de deportatie van de 351 Roma vonden er vanuit België geen deportaties meer plaats.

## Verschillende landen
De collaborerende regeringen van Hongarije en Roemenië hebben tijdens de Tweede Wereldoorlog meegewerkt aan de vernietiging van de Romani. Hongarije stuurde tussen de 30.000 en 70.000 mannelijke Romani boven de 14 jaar oud naar concentratiekampen. Vanuit Dachau werden zij, na opheffing van het Zigeunerlager te Auschwitz, vooral naar de zwaarste werkkampen, zoals Natzweiler, Dautmergen en Kamp Leonberg gestuurd. Kroatië stuurde 26.000, de helft van het totaal aantal Romani in Kroatië. Roemenië stuurde de Romani naar de eigen kampen, hier stierven ongeveer 11.000 van hen. In Hongarije hadden vrijwilligers van de Pijlkruisers al voor 1940 een uitvoerige registratie van Romani gemaakt, waarvan later door de fascistische regering van Miklós Horthy gebruikgemaakt werd om Roma op te sporen en deze samen met Joden vanuit verzamelkamp Komáron te deporteren.
In Bohemen en Moravië (nu Tsjechië), werden de Romani bijna allemaal naar Auschwitz-Birkenau gestuurd. Voordat ze naar Auschwitz-Birkenau gingen, werden ze verzameld in kampen bij Lety en Hodonín. In deze kampen werkten vooral Tsjechen, die in de Tweede Wereldoorlog de reputatie hadden wreder te zijn dan de Duitsers.
In Oostenrijk en Duitsland zijn naar verhouding meer Romani dan Joden omgekomen: 90% van de Romani overleefde de oorlog niet. Volgens Simon Wiesenthal kwamen in het hele door de nazi's bezette gebied zo'n 80% van alle Romani om het leven.

## Islamitische Romani
Islamitische Romani in Bosnië en Herzegovina en op de Krim werden vrijgesteld van genocide. Met de hulp van Bosnische en Tataarse moslims en de tussenkomst van de grootmoefti van Jeruzalem werden de gevestigde islamitische Romani door de Duitse nazi's geclassificeerd als arisch ras en blanke zigeuner.

## Na de oorlog
Na de Tweede Wereldoorlog heeft het lang geduurd voor men de tragedie van de Roma en Sinti erkende als gelijkwaardig aan het lot van de Joden. De Sinto Häns'che Weiss maakte in de jaren zeventig in Duitsland een plaat waarop hij over de Holocaust van de Roma en Sinti zong in zijn eigen taal. Het gevolg was een woede-uitbarsting onder zijn volk, omdat men niet wilde dat de taal bekend werd bij de gàdje, zoals ze de niet-Romani noemen. Veel jonge Duitsers hoorden door deze plaat pas over de vernietiging van de Roma en Sinti. In Nederland heeft de Lau Mazirel Stichting veel gedaan voor rechtsherstel van en kennisverspreiding over vanuit Nederland vervolgde Roma en Sinti.
In de Bondsrepubliek Duitsland werd de zigeunervervolging jarenlang officieel als "vervolging van asocialen" gekenmerkt. De met de vervolging en deportatie belaste ambtenaren die tijdens het naziregime op het Ministerie van Justitie en bij het Openbaar Ministerie werkten werden ook na de oorlog nog gezien als specialisten inzake de omgang met Roma en Sinti. Er zijn processen gevoerd maar veel verdachten werden vrijgesproken. Slachtoffers werden niet gecompenseerd omdat zij immers "terecht" waren vervolgd omdat zij asocialen waren. Daarbij adviseerden en besloten die ambtenaren die voor de misdrijven mede verantwoordelijkheid droegen. Zo was er voor de vervolgde, soms gecastreerde, Roma en Sinti geen recht of schadevergoeding. Ook in de DDR was er weinig of geen aandacht voor de vervolging en massamoord op de Romani. De communistische overheid ontkende iedere betrokkenheid en verantwoordelijkheid.
Tegenwoordig is er geleidelijk meer aandacht gekomen voor wat de Roma en Sinti is overkomen. Zij hebben na de oorlog slechts weinig de publiciteit gezocht. Wat ook meespeelt is dat bij de Roma en Sinti verhalen van vroeger vooral doorverteld worden en niet worden opgeschreven.

## Term
Porajmos (of Porrajmos) betekent in het Romani: 'de verslinding'. Deze reeds eerder door de Roma gebruikte term werd begin jaren negentig in de wetenschappelijke literatuur geïntroduceerd door Roma-wetenschapper Ian Hancock. Andere Roma-woorden die voor de genocide worden gebruikt zijn Sàrmudaripen ("massamoord") en Pharrajimos (in stukken snijden, versplintering, vernietiging).